# Stube

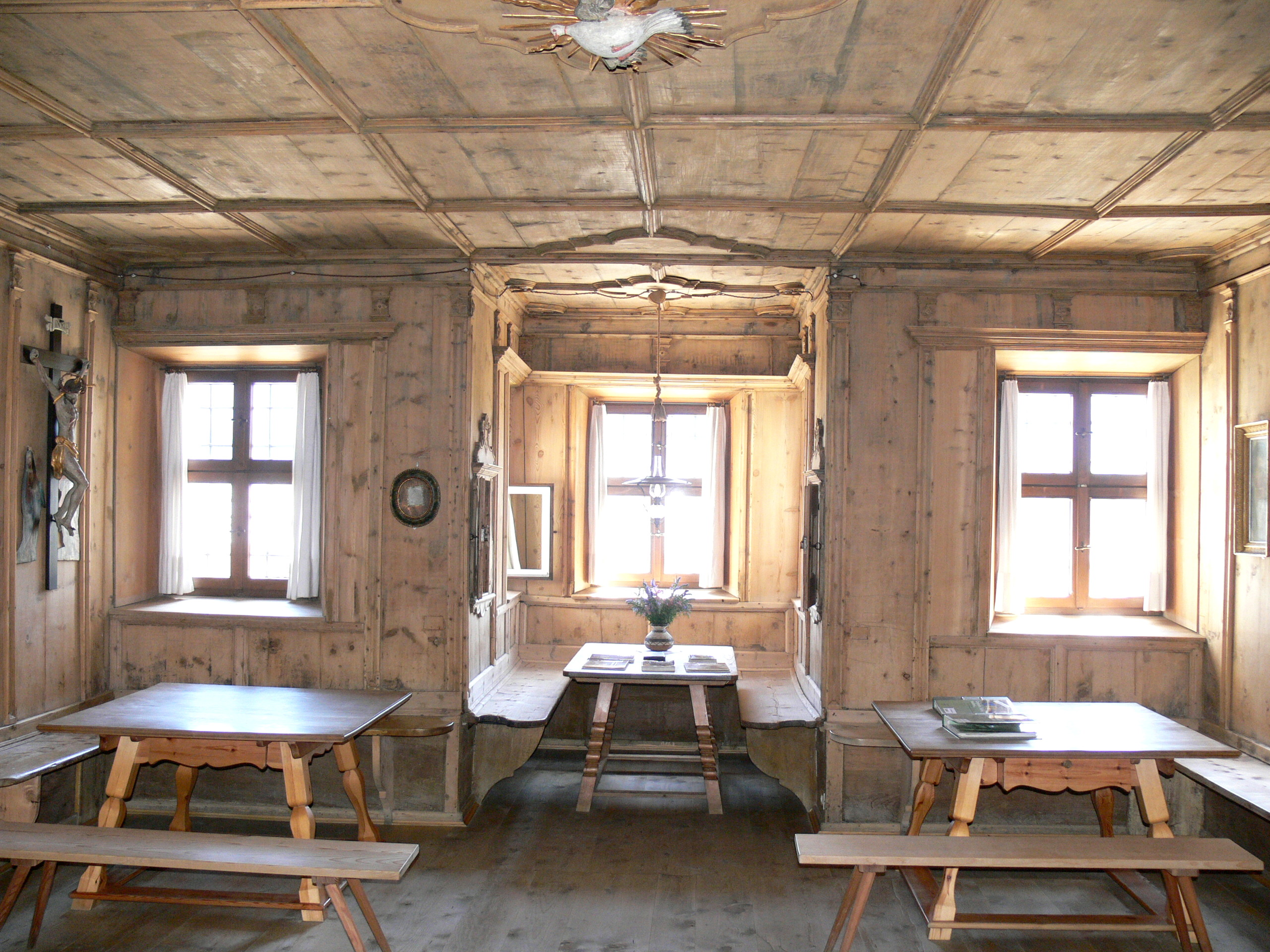
Un esempio di stube conservata nel Museo degli usi e costumi di Brunico

La stüa della vila di Larjei a San Cassiano in Val Badia.

La stube o stüa, a seconda che si prediliga rispettivamente la dizione tedesca, ladina o lombarda, è il soggiorno tipico di talune zone alpine, quali in Italia l'Alto Adige, il Trentino, il Bellunese, la Valtellina e l'alta Val Brembana, ma in particolar modo diffuso in Austria e in Germania. Infatti proprio le aree alpine di lingua tedesca sono il punto di origine della stube.

## Descrizione
Un tempo era l'unico ambiente riscaldato della casa perché vi si trovava la stufa, vocabolo che in italiano deriva proprio da Stube. Generalmente la stanza era esposta a sud in modo tale da sfruttare al massimo il calore e la luce del sole durante i lunghi inverni.  
Uno dei dettagli più frequenti e caratteristici è il rivestimento interno, il quale è realizzato completamente in legno, preferibilmente di cirmolo, lavorato con profusione di dettagli e di ornamenti artistici. 
La vita dell'intera famiglia, al di fuori del lavoro nei campi e nella stalla, si svolgeva principalmente qui. I pasti, la convivialità serale, le orazioni, le veglie sui defunti, i lavori anticamente tipici femminili quali il ricamo e la tessitura.

## Elementi principali

### IlKachelofene ilBauernofen

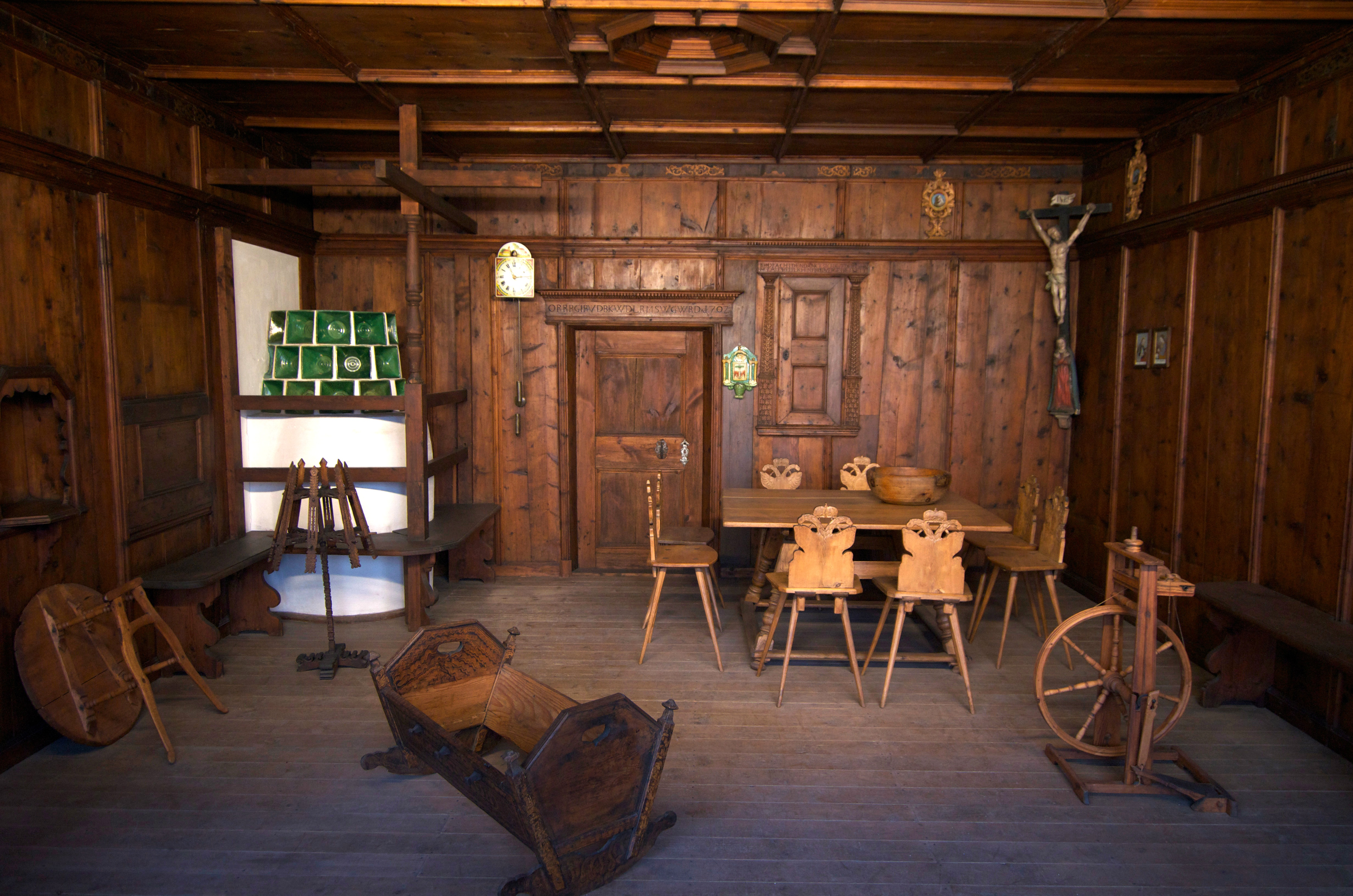
Una stube con il Bauernofen esposta al Germanisches Nationalmuseum di Norimberga.

In questo ambiente ricopre fondamentale importanza la stufa. Ne esistono principalmente due tipi: il Kachelofen (stufa a olle) e il Bauernofen (in ladino mugùn o fornél; "mussa" in dialetto trentino).
Il primo predilige uno sviluppo verticale; può infatti, se l'ambiente lo permette, superare i due metri di altezza; è generalmente ricoperto di ceramica, spesso decorata. Questo modello era usato nelle stube dei più abbienti e in quelle più signorili. 

Il secondo, come indica il nome, è più semplice: predilige uno sviluppo in orizzontale ed è composto da una struttura in muratura che occupa una parte notevole dell'ambiente. Si tratta di una semplice volta a botte, alta non più di due metri, con l'apertura dall'altra parte della parete dalla quale si sviluppa; la stufa veniva pertanto alimentata dall'esterno, così da evitare dispersione di calore. Generalmente intorno e sopra ad essa si sviluppa una struttura in legno simile ad un banco chiamata Ofenbank (lad. banch da fornél), che permette dunque di sdraiarsi attorno alla stufa o al di sopra della stessa.

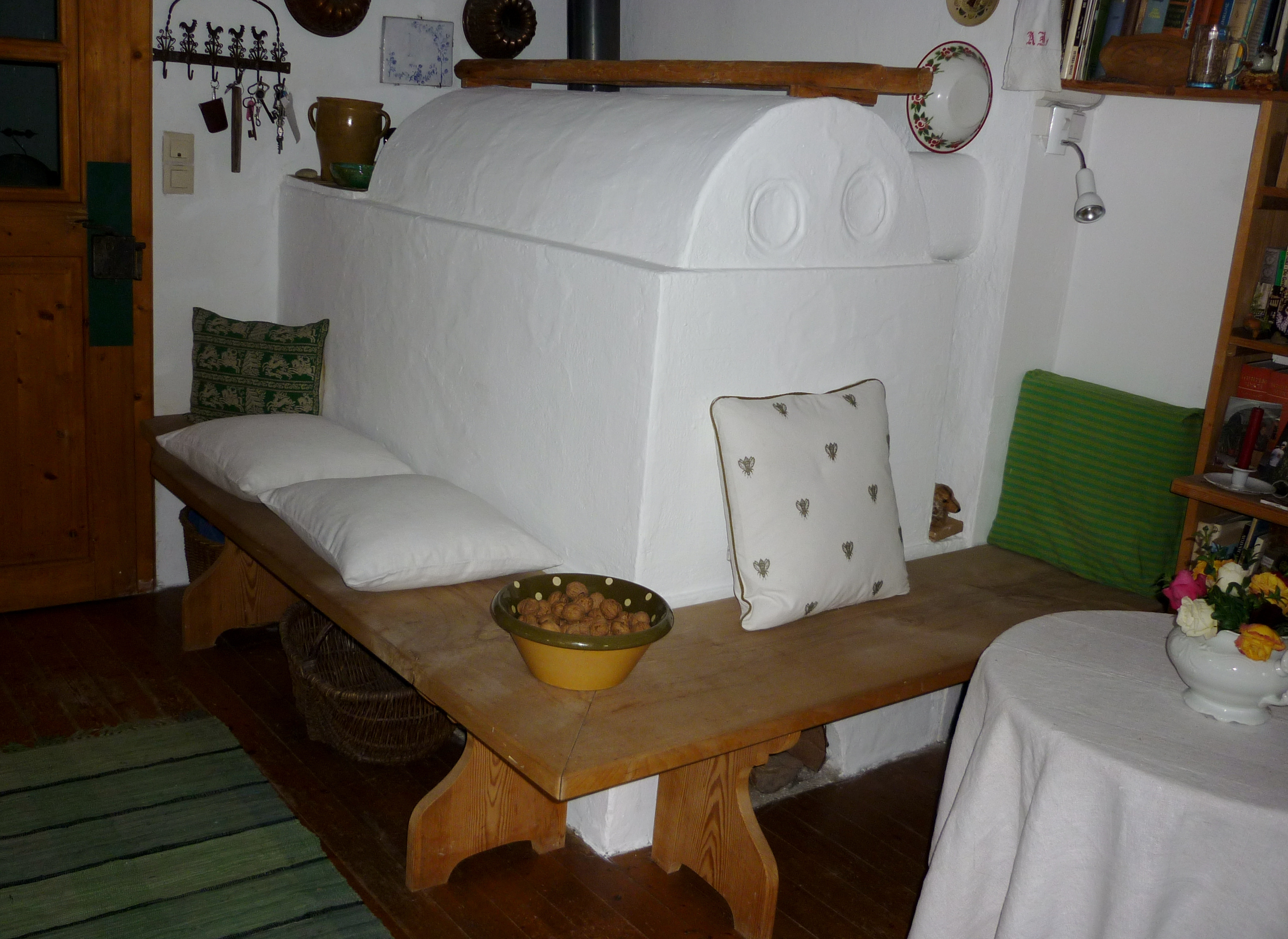
Esempio di Bauernofen col proprio Ofenbank; lo sportello d'alimentazione si trova nel locale attiguo

### IlHerrgottswinkel
Un altro elemento di fondamentale importanza era lo spazio riservato alle immagini sacre. Nelle stube contadine questo consiste generalmente in un piccolo altarino in un angolo, quello di fronte all'entrata, con una statua di legno (in tedesco Herrgottswinkel). Questi venivano spesso decorati a seconda del periodo liturgico, ad esempio frasche fresche e una statua di Gesù Bambino per il periodo natalizio. Nelle famiglie più abbienti invece si usava porre un grande crocifisso ligneo su di una parete, spesso accompagnato da altre immagini o statue. 
Frequente è anche l'uso di appendere al centro del soffitto una Colomba dello Spirito Santo in legno. Oppure, nei cassettoni con la tecnica dell'intaglio, gli anagrammi IHS o AM.

### L'Eckbank
Elemento quasi immancabile nelle stube è l'Eckbank. Si tratta di un banco di legno, spesso foderato e imbottito, che corre lungo due pareti della stua, formando così un angolo. Solitamente corre lungo le due pareti esterne in modo tale da poter fruire della luce naturale lungo tutto l'arco della giornata. Qui solitamente si colloca il tavolo principale attorno al quale si raccoglie la famiglia per i pasti.

## Diffusione
Ancora oggi nell'area alpina centrale si usa costruire la stube interamente di legno e con la tradizionale stufa, il cui utilizzo sopravvive anche ai sistemi di riscaldamento moderni, risultando ancora oggi economica ed efficiente, oltre che visivamente gradevole.
Si possono ammirare degli esempi di stube anche molto antiche presso innumerevoli musei, residenze e castelli dell'arco alpino centrale. Particolarmente ricca è la collezione di stube, sia signorili che rustiche, presente nel Museo dell'arte popolare tirolese di Innsbruck in Austria; in Italia una collezione pregevole è visitabile presso il Museo degli usi e costumi di Brunico. Alcune stube di tipo signorile, possono essere viste nei musei che hanno sede presso il Palazzo vescovile di Bressanone e il Palazzo Besta di Teglio.